# Лодроман (Алба)
Лодроман (рум. Lodroman) насеље је у Румунији у округу Алба у општини Ваља Лунга. Oпштина се налази на надморској висини од 326 m.

## Становништво
Према подацима из 2002. године у насељу је живело 237 становника, од којих су сви румунске националности.